# Acraea satis
Acraea satis is een vlinder uit de familie van de Nymphalidae. De wetenschappelijke naam van de soort is voor het eerst voorgesteld door Christopher Ward in een publicatie uit 1871.

## Verspreiding
Deze soort komt voor in de laaglandbossen van Oost-Kenia, Oost-Tanzania, Zuid-Mozambique, Oost-Zimbabwe, Zuid-Afrika (Kwazoeloe-Natal) en Eswatini.

## Waardplanten
De rups leeft op Rinorea ilicifolia (Welw. ex Oliv.) Kuntze (Violaceae), Scepocarpus hypselodendron (Hochst. ex A. Rich.) Wedd. en Scepocarpus trinervis (Hochst.) Friis & Immelaman (Urticaceae).